# Saison 5 de Boardwalk Empire
 (juillet 2022).
Si vous disposez d'ouvrages ou d'articles de référence ou si vous connaissez des sites web de qualité traitant du thème abordé ici, merci de compléter l'article en donnant les références utiles à sa vérifiabilité et en les liant à la section « Notes et références ».
Chronologie
Saison 4
La cinquième saison de Boardwalk Empire constituée de huit épisodes est la dernière saison de la série et diffusée du 7 septembre 2014 au 26 octobre 2014 sur HBO.

## Distribution
- Steve Buscemi : Enoch « Nucky » Thompson
- Kelly Macdonald : Margaret Thompson
- Michael Shannon : Nelson Van Alden/George Mueller
- Shea Whigham : Elias « Eli » Thompson
- Michael Stuhlbarg : Arnold Rothstein
- Stephen Graham : Al Capone
- Vincent Piazza : Charlie Luciano
- Michael Kenneth Williams : Albert « Chalky » White
- Anthony Laciura : Eddie Kessler
- Paul Sparks : Mickey Doyle
- Jack Huston : Richard Harrow
- Ron Livingston : Roy Phillips
- Jeffrey Wright : Dr Valentin Narcisse
- Gretchen Mol : Gillian Darmody

## Résumé de la saison
1930. Nucky vivant à Cuba est victime d'une tentative d'assassinat de la part de Johnny Torrio, officiellement retraité à New York, avec la complicité 
de Charlie Luciano et de Meyer Lansky, les nouveaux rois du crime organisé de New York après la mort de Rothstein et Masseria. Une nouvelle guerre va éclater. Margaret retrouve Nucky pour demander de l'aider afin de régler une dette envers la veuve de Rothstein. Mais Sally meurt dans un contrôle de police qui tourne mal à Cuba.
A Chicago, Elias Thomson a rejoint le gang d'Al Capone (nouveau roi de Chicago) où il est en équipe avec Nelson Van Alden. Mais les deux hommes sont contraints par les autorités de trahir leur patron en lui volant son livre des comptes et Nelson paiera de sa vie, tandis qu'Elias réussit à s'enfuir après avoir fait sa part. Pendant ce temps, Chalky White s'évade d'un camp de prisonnier pour mener sa vengeance contre le Docteur Narcisse. Mais il retrouve Daughter chez le docteur et lui sauve sa vie au détriment de la sienne.
Durant toute la saison, des scènes de flashback montrent l'ascension de Nucky en tant que groom, puis de shérif adjoint d'Atlantic City tout en voulant rendre service au Commodore. Durant ces années, il rencontre sa femme, mais connait des difficultés relationnelles avec son père. Un jour, il met la main sur une enfant voleuse orpheline, Gillian Darmody. A la fin de la saison, il présente la jeune fille au Commodore pour satisfaire de pédophile, contre le titre de shérif.
En 1931, les événements se succèdent rapidement. L'empire d'Al Capone va s'écrouler avec la future inculpation de ce dernier pour fraude boursière. A Atlantic City, Nucky met la main sur un des hommes de Charlie, pendant que ce dernier kidnappe son neveu William qui travaille au département de la Justice. Charlie exige un échange. Mais l'échange se déroule mal et Nucky se voit contraint de confier ses affaires à Charlie et Meyer contre la vie de son neveu. Ainsi, Nucky se retire des affaires, tandis que Charlie fait exécuter le Docteur Narcisse et devient le nouveau chef du crime organisé américain.
Nucky, retiré des affaires, réalise une excellente opération boursière grâce à Margaret et va quitter définitivement Atlantic City après avoir retrouvé son frère Elias et Gillian Damordy en hôpital psychiatrique pour la dernière fois. Mais le soir venu, Enoch Thomson est tué par Tommy Darmody sur la promenade d'Atlantic City.

## Épisodes
1. Jours heureux pour les filles et les garçons (Golden Days for Boys and Girls)
2. Une oreille à votre écoute (The Good Listener)
3. Ce que Jésus a dit (What Jesus Said)
4. Cuanto (Cuanto)
5. Roi de Norvège (King of Norway)
6. Scélérats (Devil You Know)
7. Sans famille (Friendless Child)
8. Eldorado (Eldorado)

## Réception
La cinquième saison de Boardwalk Empire a reçu des critiques positives de la part des critiques. Sur l'agrégateur américain Metacritic, la cinquième saison a obtenu un score de 83 sur 100 basé sur 12 critiques. 
Sur le site Rotten Tomatoes, la saison a reçu 92% basé sur 10 critiques.